# Uzsa–Uzsabánya-vasútvonal
A MÁV 226L számú Tapolca–Uzsabánya-vasútvonala egy egyvágányú, nem villamosított, hosszú időn keresztül kizárólag teherforgalmú nagyvasúti szárnyvonal Veszprém vármegyében.

## Jellemzői

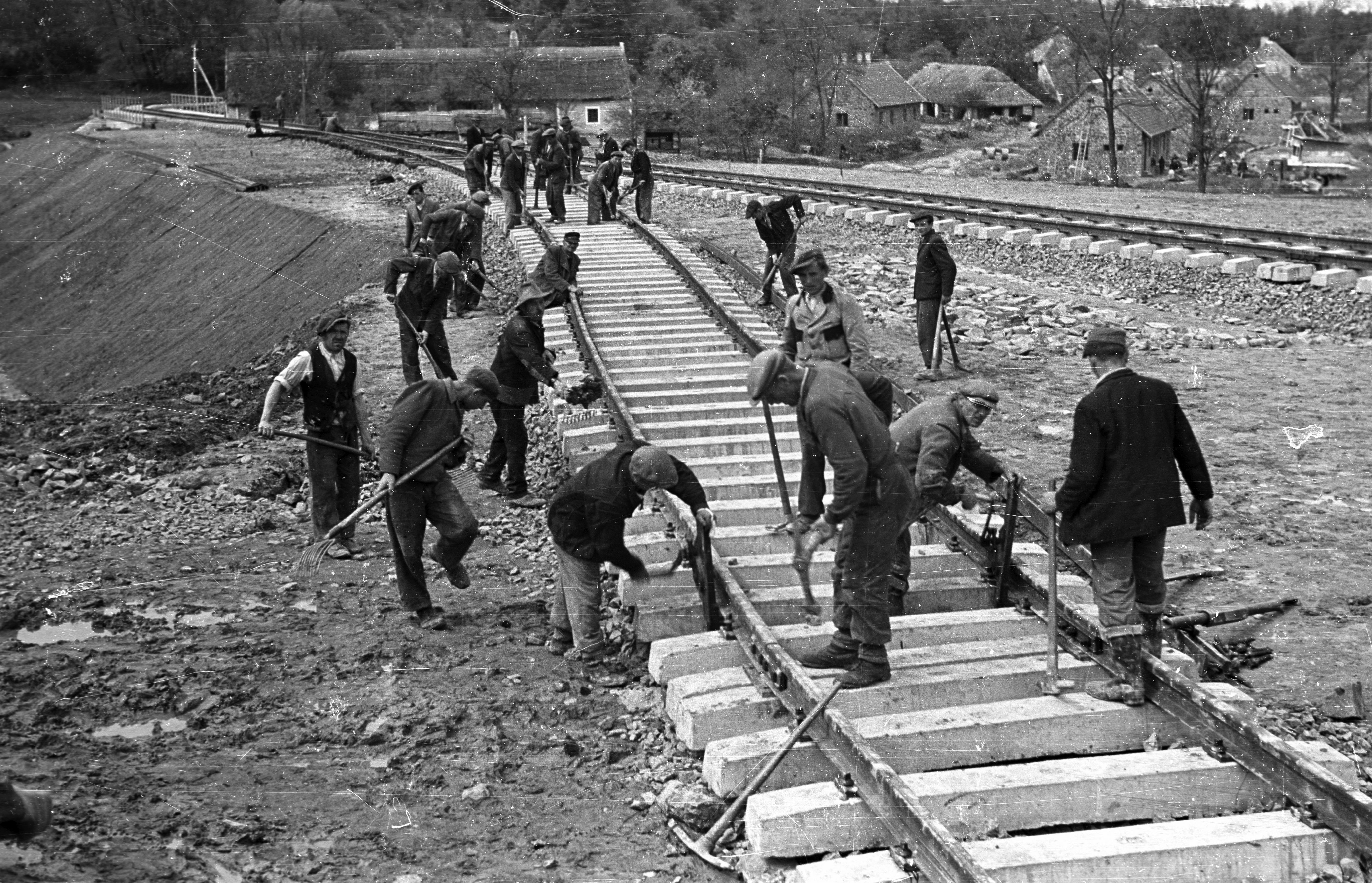
A vonal építése 1950-ben

A rövid, mindössze 2,8 km hosszú vasútvonal Uzsa vasútállomásnál ágazik ki a pálya nyugati oldalán a Balatonszentgyörgy–Tapolca–Ukk-vasútvonalból. Erdős területen déli irányban haladva eléri Uzsa települést, ahol annak nyugati oldalán Uzsabánya teherpályaudvarban végződik az Uzsai bazaltbányák mellett.
A vonal iparvágánnyal nem rendelkezik. A vonalon kizárólag teherszállítás folyik, napjainkban is. Elsősorban zúzottkő szállításra használják, amelyet például a MÁV egyéb vonalak ágyazatának helyreállítására fordít.

## Videófelvételek
- https://www.youtube.com/watch?v=LmMBNKuBvQQ
- https://www.youtube.com/watch?v=0LtbGnSAOAs